# IZombie (1.ª temporada)
A primeira temporada de iZombie foi anunciada pela The CW em 8 de novembro de 2013. Rob Thomas é o showrunner e produtor executivo. A primeira temporada estreou em 17 de março de 2015.

## Elenco e personagens

### Principal
- Rose McIver como Olivia "Liv" Moore
- Malcolm Goodwin como Clive Babineaux
- Rahul Kohli como Ravi Chakrabarti
- Robert Buckley como Major Lilywhite
- David Anders como Blaine "DeBeers" McDonough

### Recorrente
- Aly Michalka como Peyton Charles
- Steven Weber como Vaughn Du Clark
- Daran Norris como Johnny Frost
- Ryan Biel como Jimmy Hahn
- Molly Hagan como Eva Moore
- Nick Purcha como Evan Moore
- Aleks Paunovic como Julien Dupont
- Bradley James como Lowell Tracey
- Hiro Kanagawa como Daniel Suzuki
- Sarah-Jane Redmond como Jackie
- Darryl Quon como Luta
- Tanja Dixon-Warren como Cissie
- Matthew MacCaull como Sebastian Meyer

## Produção
A emissora The CW confirmou a primeira temporada de iZombie em 8 de novembro de 2013. Rob Thomas é o showrunner e produtor executivo, e já temos alguns atores confirmados para o elenco. Dentre eles estão o ator Robert Buckley que interpretará Major Lilywhite, e David Anders que interpretará Blaine "DeBeers" McDonough.
Rahul Kohli que interpreta o melhor amigo de Liv Moore, Ravi Chakrabarti, foi anunciado no elenco principal logo depois.
A primeira temporada estreou em 17 de março de 2015.

## Episódios
| N.º na série | N.º na temp. | Título                                                                                             | Dirigido por   | Escrito por                                                        | Exibição original   | Audiência (milhões) |
| --- | ------------ | -------------------------------------------------------------------------------------------------- | -------------- | ------------------------------------------------------------------ | ------------------- | ------------------- |
| 1 | 1            | "Pilot" "(Piloto)" (BR)                                                                            | Rob Thomas     | Rob Thomas & Diane Ruggiero-Wright                                 | 17 de março de 2015 | 2.29                |
| Depois de ter sido transformada em uma zumbi durante uma festa em um barco e forçada a desistir de seus velhos sonhos e laços familiares, Liv Moore encontra-se ajudando o novato Detetive Clive Babineaux na investigação de uma prostituta romena que foi assassinada, quando seu chefe do necrotério onde começa a trabalhar, Ravi, a apresenta como uma psíquica depois de ela ter um lampejo de percepção sobre a vítima com base nos cérebros consumidos. Enquanto isso, Liv se esforça para manter sua existência de morta-viva em segredo de sua companheira de quarto, Peyton, bem como seu ex-noivo Major.                                                                                             |              | |                |                                                                    |                     |                     |
| 2 | 2            | "Brother, Can You Spare a Brain?" "(Irmão, Pode Poupar um Cérebro?)" (BR)                          | John Kretchmer | Diane Ruggiero-Wright                                              | 24 de março de 2015 | 1.99                |
| Liv desenvolve uma obsessão por pintura quando ela come o cérebro de um artista morto que Clive está investigando. Liv também encontra outro zumbi pela primeira vez, o traficante de drogas Blaine DeBeers, que foi, sem querer, responsável por sua transformação. Blaine pede para Liv abastecê-lo com cérebros do necrotério, mas Liv rapidamente começa a desconfiar dele. Blaine depois mata seus antigos companheiros no tráfico de drogas, bem como infecta uma mulher que ele pega de um bar local. Liv também fica perturbada depois de saber que Major seguiu com sua vida depois de descobrir que ele está atualmente namorando um novo alguém.                                                      |              | |                |                                                                    |                     |                     |
| 3 | 3            | "The Exterminator" "(O Exterminador)" (BR)                                                         | Michael Fields | História por : Rob Thomas Roteiro por : Graham Norris & Lee Arcuri | 31 de março de 2015 | 1.81                |
| Ao investigar o assassinato de um assassino sociopata, Liv torna-se emocionalmente distante depois de comer o seu cérebro, fazendo-a tomar decisões cada vez mais moralmente questionáveis que inclui interferir no processo judicial de Peyton, bem como na investigação falando mal de Clive. Enquanto isso, Liv e Ravi descobrem outro zumbi escondido que descobrem ser Marcy, velha amiga de escola de Liv. Como Marcy mantém uma mentalidade de zumbi e perdeu toda a sua humanidade, Ravi espera que alimentado-a com cérebros, irá ajudá-la a determinar uma cura para sua situação. Além disso, Blaine continua sua tranquila série de assassinatos em Seattle e sua última vítima é um amigo de Major. |              | |                |                                                                    |                     |                     |
| 4 | 4            | "Liv and Let Clive" "(Liv e Deixe Clive)" (BR)                                                     | John Kretchmer | Kit Boss                                                           | 7 de abril de 2015  | 1.77                |
| Quando seu mais recente cérebro faz Liv ter um flash de Clive aparentemente agredindo brutalmente um membro de gangue, ela começa a suspeitar que ele é um policial corrupto. Enquanto isso, a nova operação de Blaine atinge um obstáculo quando dois de seus homens tentam estabelecer-se por si mesmos. |              | |                |                                                                    |                     |                     |
| 5 | 5            | "Flight of the Living Dead" "(O Vôo dos Mortos-Vivos)" (BR)                                        | David Warren   | Deirdre Mangan                                                     | 14 de abril de 2015 | 1.85                |
| Liv relutantemente come o cérebro de sua irmã de irmandade recentemente assassinada Holly para ajudar a ter uma visão sobre seu assassinato. Este caso leva Liv e Clive ao mundo de esportes extremos de Holly onde eles se encontram com snowboarder profissional Carson McComb, um suspeito de assassinato que parece estar escondendo um segredo. Enquanto isso, Liv tem uma estranha conexão com um dos outros suspeitos do assassinato, e Major expressa sua preocupação para Clive sobre o desaparecimento de um garoto. |              | |                |                                                                    |                     |                     |
| 6 | 6            | "Virtual Reality Bites" "(A Realidade Virtual Morde)" (BR)                                         | Dermott Downs  | Gloria Calderon Kellett                                            | 21 de abril de 2015 | 1.80                |
| Liv, Clive e Ravi trabalham juntos para investigarem o assassinato de um hacker de computador. Liv herda o transtorno de agorafobia depois de consumir cérebro e ganha habilidades loucas em jogos de computador. Ravi, que a encoraja para jogar, se oferece para ajudá-la em um jogo jogo, enquanto eles continuam a procurar o assassino. Enquanto isso, Blaine se familiariza com alguém próximo a Liv. |              | |                |                                                                    |                     |                     |
| 7 | 7            | "Maternity Liv" "(Liv de Maternidade)" (BR)                                                        | Patrick Norris | Bob Dearden                                                        | 28 de abril de 2015 | 1.69                |
| Um grupo de adolescentes tem um susto quando uma jovem despenteada mulher grávida que se aproxima deles murmurando sobre conseguir ajuda. Infelizmente, a mulher não sobrevive, mas seu bebê sim. Liv e Clive começam a questionar suspeitos sobre seu assassinato e depois de consumir o cérebro da vítima, Liv têm forte instinto maternal. Enquanto isso, Major faz uma descoberta chocante. |              | |                |                                                                    |                     |                     |
| 8 | 8            | "Dead Air" "(Ar Morto)" (BR)                                                                       | Zetna Fuentes  | Aiyana White                                                       | 5 de maio de 2015   | 1.62                |
| Liv e Clive trabalham juntos para resolver o assassinato de um apresentador de rádio que se especializou em conversa franca sobre relacionamentos. Liv fica preenchida com uma visão após consumir o cérebro, fazendo com que Clive fique extremamente desconfortável quando Liv começa a ficar mais "pessoal". Enquanto isso, Peyton entra em cena para ajudar Major e Blaine emitirem um aviso. Por último, uma inesperada conexão romântica de Ravi tornam as coisas mais difíceis para Liv. |              | |                |                                                                    |                     |                     |
| 9 | 9            | "Patriot Brains" "(Cérebros Patriotas)" (BR)                                                       | Guy Bee        | Robert Forman                                                      | 12 de maio de 2015  | 1.70                |
| Liv e Clive investigam a misteriosa morte de um ex-atirador de elite, Everett, que trabalha como instrutor em um instalação de paintball. Eles começam a se questionar sobre os membros da família, incluindo a ex-mulher de Everett e seu novo marido Sean e percebem que as coisas não são o que parecem. Enquanto isso, Major continua a ficar cada vez mais perto da verdade e Blaine faz o impensável. |              | |                |                                                                    |                     |                     |
| 10 | 10           | "Mr. Berserk" "(Sr. Furioso)" (BR)                                                                 | Jason Bloom    | Deirdre Mangan & Graham Norris                                     | 19 de maio de 2015  | 1.50                |
| Liv e Clive investigam o assassinato de um jornalista trabalhando em uma história que liga episódios psicóticos de um pequeno número de consumidores da bebida energética, Max Rager. Liv vai direto para o topo da Max Rager e questiona o homem responsável, Vaughn Du Clark. Enquanto isso, Ravi tenta ajudar Major, que continua a acreditar que está ficando louco. |              | |                |                                                                    |                     |                     |
| 11 | 11           | "Astroburger" "(Astroburger)" (BR)                                                                 | Michael Fields | Kit Boss                                                           | 26 de maio de 2015  | 1.56                |
| Quando alguém perto de Major morre de aparentemente um suicídio, Liv consome o cérebro, resultando em uma mistura de realidade e paranóia. Clive faz perguntas a Major e descobre de um arquivo com um segredo no computador, que pode conter detalhes importantes na investigação – e encontrar o assassino. |              | |                |                                                                    |                     |                     |
| 12 | 12           | "Dead Rat, Live Rat, Brown Rat, White Rat" "(Rato Morto, Rato Vivo, Rato Preto, Rato Branco)" (BR) | Mairzee Almas  | Diane Ruggiero-Wright                                              | 2 de junho de 2015  | 1.80                |
| Um grupo de adolescentes bêbados fazem peversidades tarde da noite com desastres consequências. Quando eles encobrem o acidente, o homem misteriosamente volta à vida e ataques uma das meninas. Depois de Liv consomir o cérebro da garota, ela é levada de volta para a escola enquanto ela e Clive investigam o caso. A morte surpresa de um dos amigos da vítima levanta algumas questões sérias sobre o caso. Major acredita que Blaine não é o que parece ser. |              | |                |                                                                    |                     |                     |
| 13 | 13           | "Blaine's World" "(O Mundo de Blaine)" (BR)                                                        | Michael Fields | Rob Thomas                                                         | 9 de junho de 2015  | 1.45                |
| Após descobrir de novas evidências no caso sobre Max Rager, Liv e Clive fazem uma visita ao escritório de Vaughn Du Clark no Max Rager. Ravi continua sua busca para uma cura. Enquanto isso, Blaine faz a Liv uma oferta que não se pode recusar. Por último, Major encontra-se em uma situação inacreditável. |              | |                |                                                                    |                     |                     |